# Diplacina dioxippe
Diplacina dioxippe is een libellensoort uit de familie van de korenbouten (Libellulidae), onderorde echte libellen (Anisoptera).
De wetenschappelijke naam Diplacina dioxippe is voor het eerst geldig gepubliceerd in 1963 door Lieftinck.